# Trivia monacha
Trivia monacha är en snäckart. Trivia monacha ingår i släktet Trivia och familjen Triviidae. Inga underarter finns listade i Catalogue of Life.

## Bildgalleri

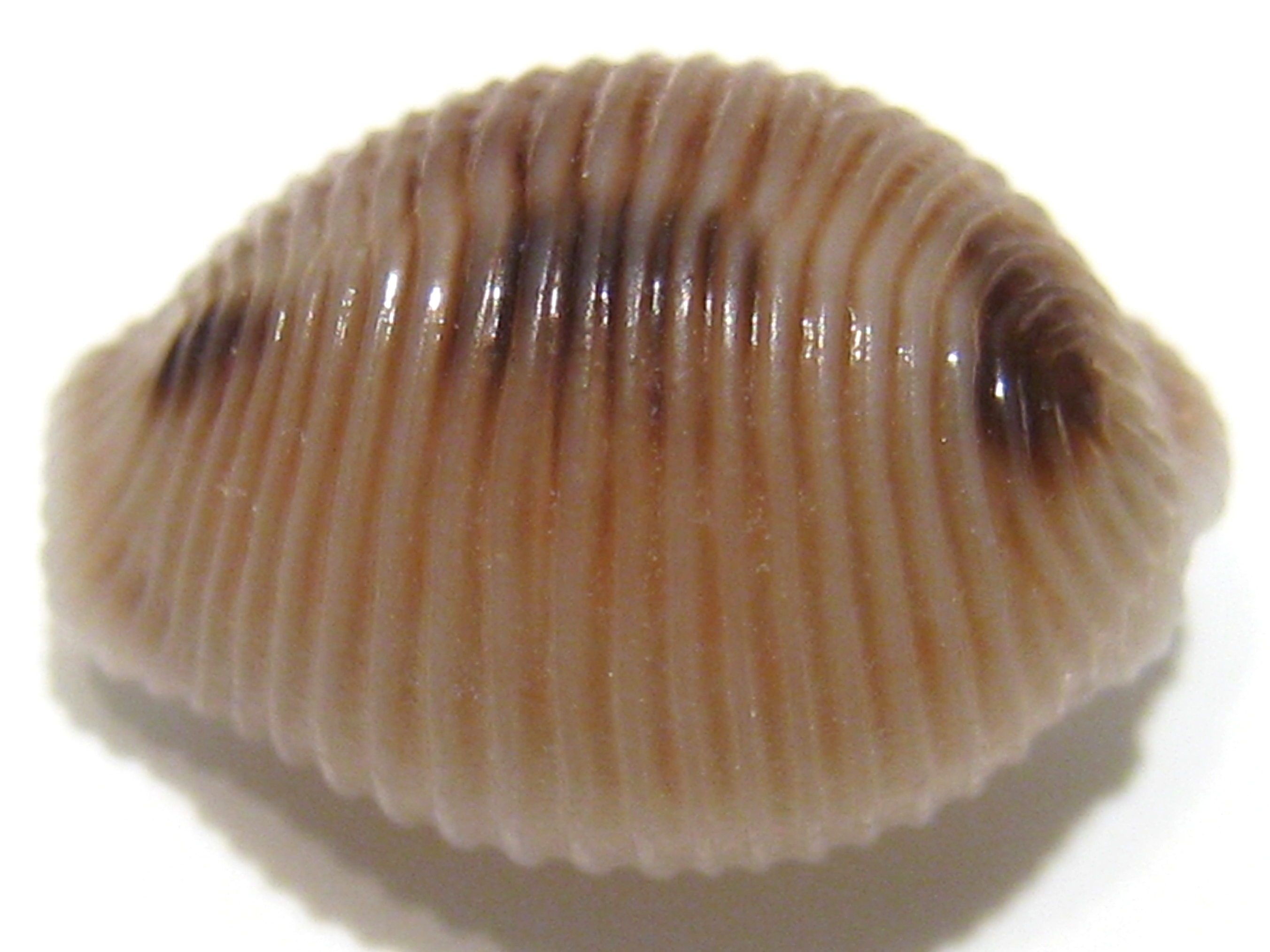
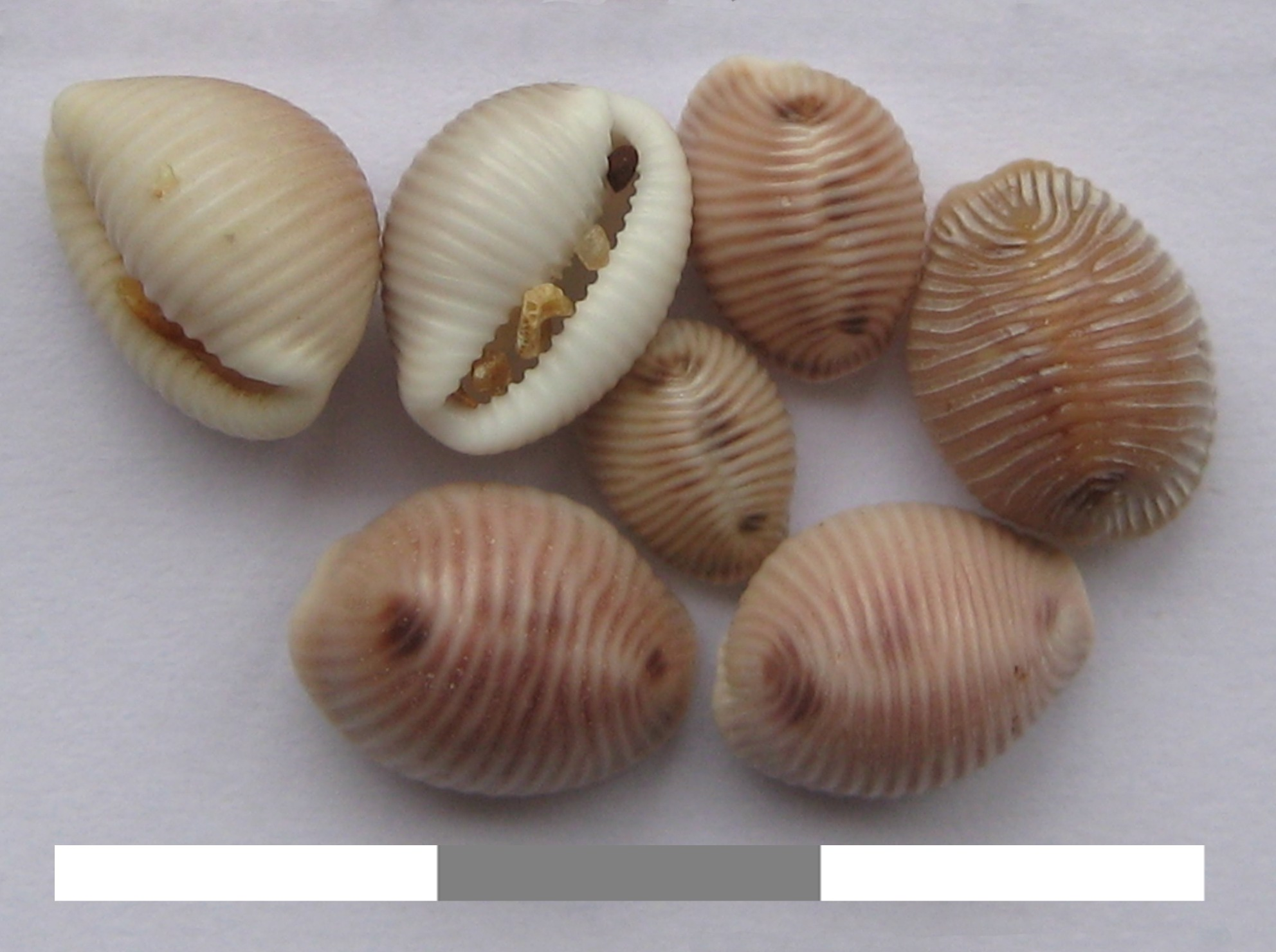
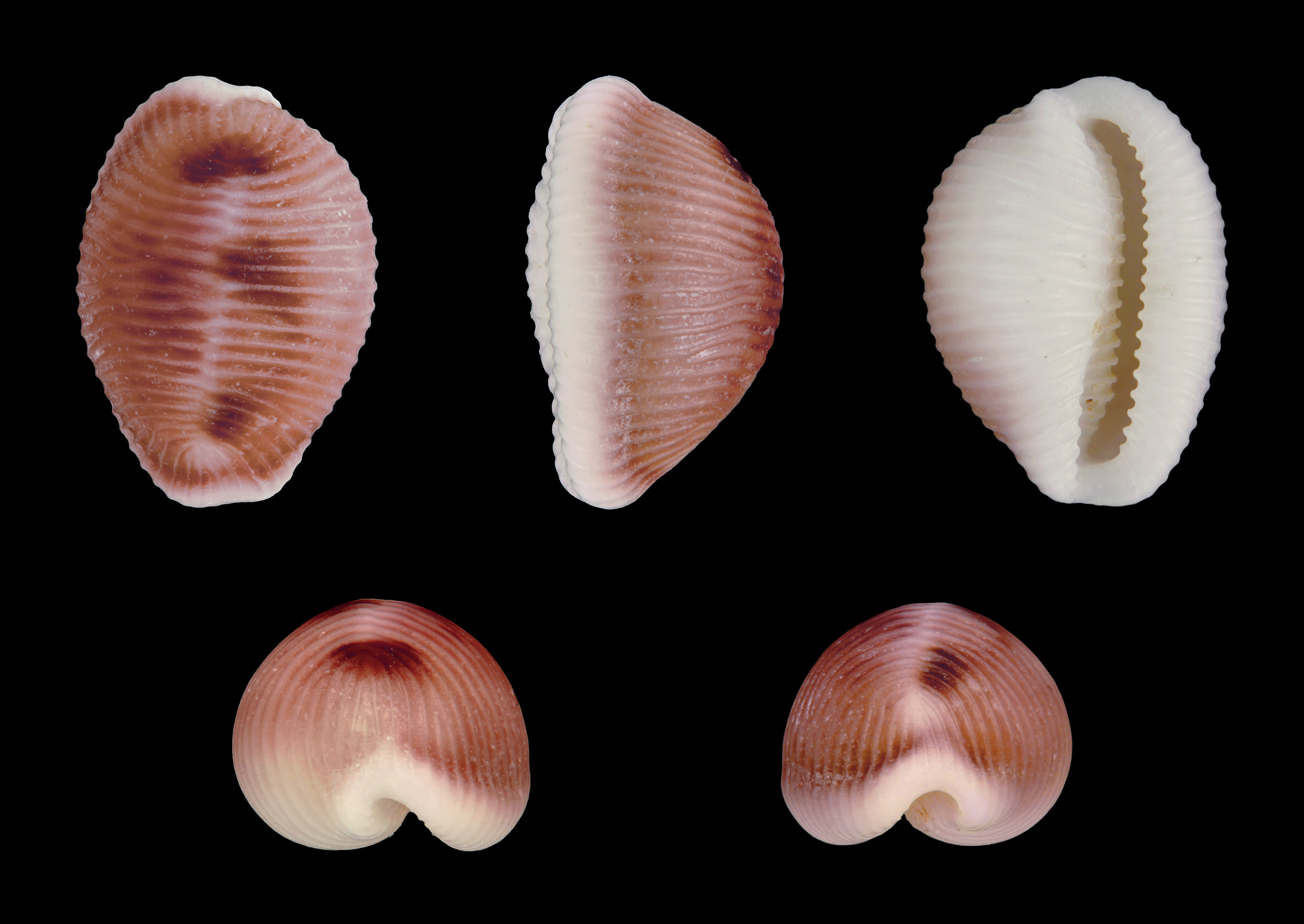